# 田中ケイコ
田中 ケイコ（たなか ケイコ）は、日本の女性アニメーター。東京都出身。
1976年（昭和51年）、日本放送協会（NHK）の音楽番組『みんなのうた』の「山口さんちのツトム君」でデビュー。

## 作成作品一覧

### みんなのうた
- ◆は、5分間1曲枠の楽曲（ロングのうた）。
- 1.山口さんちのツトム君 / 川橋啓史（1976年4月・5月放送）[注釈 1]
- 2.ユミちゃんの引越し 〜さよならツトム君〜 / 川橋啓史、大塚佳子（1976年10月・11月放送）
- 3.天使のパンツ / むとうかんぺい・りつこ（1977年6月・7月放送）
- 4.ヒロミ / 原田潤（1980年4月・5月放送）
- 5.星と夢のサンバ / サーカス（1983年6月・7月放送）
- 6.星うらないキラキラ / 中島義実（1983年12月・1984年1月放送）
- 7.マイボーイ / ロール・バック（1986年6月・7月放送）
- 8.3-D天国 / PSY・S（1988年10月・11月放送）
- 9.夏からのプレゼント / 渡辺満里奈（1990年6月・7月放送）
- 10.君は長いね / つのだ☆ひろ（1991年6月・7月放送）
- 11.サンタマリア / 武井つかさ（1991年12月・1992年1月放送）
- 12.南の国から来た手紙 / 小田茜（1992年12月・1993年1月放送）
- 13.キャッチ ～次の夏が来るように～ / 135（1993年8月・9月放送）
- 14.赤ちゃん / 堀江美都子（1995年6月・7月放送）
- 15.YES,YOU / レイコヤマハタ（2000年2月・3月放送）
- 16.タチツテト手を / ヘンリー・バンド with M（2001年2月・3月放送）[注釈 2]
- 17.ばぶるばす / いはたじゅり（2001年12月・2002年1月放送）
- 18.星の世界 / ティンクティンク（2005年4月・5月放送）
- 19.ノックは3回 〜Knock Three Times〜 / 木根尚登（2007年10月・11月放送）

### その他
- みつあみゆみちゃん（おかあさんといっしょ）
- エッチュー！（ハックション）/ 江籠貴幸・石田泰之（母と子のテレビタイム）

### テレビCM
- 「養命酒」(1985年)